# 马城镇 (滦南县)
马城镇，是中华人民共和国河北省唐山市滦南县下辖的一个乡镇级行政单位。

## 行政区划
马城镇下辖以下地区：
马城村、大王庄村、栗园营村、糜庄村、柏庄村、贺庄村、多余屯村、东坨子村、南坨子村、郝庄村、大李庄村、兴旺庄村、南王庄村、翟庄村、刘庄村、邸庄村、桥头营村、马台村、东营村、田台村、张台村、湛店子村和岗子村。